# Hyperaspis campestris
Hyperaspis campestris (лат.) — вид божьих коровок из подсемейства Scymninae.

## Описание
Жук длиной до 4,2 мм. Тело почти круглое, имеет чёрную окраску. На надкрыльях имеется одно красное пятно, расположенное ближе к середине.